# Zaluscodes
Zaluscodes es un género monotípico de dípteros nematóceros perteneciente a la familia Limoniidae. Su única especie: Zaluscodes aucklandicus, se distribuye por Nueva Zelanda.